# Грибовиця
Гри́бовиця — село у Нововолинській міській громаді Володимирського району Волинської області України.

## Географія
Розташоване село у західному напрямку від колишнього районного центру Іваничі, на відстані 12 км., поблизу траси Іваничі — Нововолинськ.

## Історія
Археологічні дослідження доводять, що люди на цій території проживали з давніх-давен, при цьому задовго до першої письмової згадки про село. Так, у кургані поблизу Грибовиці було віднайдено залишок зброї давніх племен городоцько-здовбицької культури — крем'яний наконечник списа.
Перша згадка про село припадає на середину XV ст. В той час воно перебувало у складі Володимирського повіту Волинського воєводства Великого князівства Литвського.
За переказами старожилів, існує дві версії походження назви села: згідно першої версії, тут мав колись маєток поміщик Грабовський; згідно другої — в лісах навколо села було безліч грибів, від яких і пішла назва. Зрештою, історик О. Цинкаловський був прихильником останньої версії.
Колись село належало шляхтичеві Якубові Войни Немировичу, який записав Грибовицю близько 1455 року матері Анні, а пізніше воно переходить до князя Михайла Чарторийського.
Після укладення Люблінської унії (1569) село відійшло до Польщі. В той час воно входить до Волинського воєводства новоствореної Речі Посполитої.
В 1577 році Грибовицю долучено до містечка Литовежа, а з 1583 року належить вдові князя Михайла Чарторийського. Наприкінці XIX століття селом володіли шляхтичі Ромери.
У період національно-визвольної війни українського народу під проводом гетьмана Богдана Хмельницького (1648—1657 рр.), селяни Грибовиці, спільно з міщанами містечка Литовежа, зруйнували маєток шляхтича М. Баковецького в Біличах. Вони спалили двір, забрали панське майно, вирубали ліс.
Після третього поділу Польщі (1795) село входить до Волинського намісництва, а з 1797 — Волинської губернії Російської імперії. При цьому в Росії стало центром Грибовицької волості Володимир-Волинського повіту.
Згідно з переписом 1911 року, у Грибовиці було 1113 мешканців, розташовувались волосне правління, поштова станція, двокласова школа, сільський шпиталь, крамниця, кредитове товариство і випозичальня сільськогосподарських машин.
В ході Першої світової війни (1914—1918 рр.) село зазанало руйнувань та було окуповане австро-німецькими військами, які перебували тут до кінця 1918 року.
У листопаді 1917 р., після розпаду Російської імперії, постала Українська Народна Республіка. У березні 1918 р. село увійшло до Володимир-Волинського повіту Волинської землі.
З 29 квітня по 14 грудня 1918 р. село входить знову до Грибовицької волості Володимир-Волинського повіту, але вже Української Держави гетьмана Павла Скоропадського, який відновив царський адміністративний устрій.
З грудня 1918 р. село повернулося до складу відродженої УНР, яка вже керувалась Директорією. Війська останньої і надалі вели боротьбу за незалежність, але були розбиті більшовиками у квітні 1919 р.
З вересня 1920 р. село, як і Західна Україна, згідно Варшавського договору, зайняте Польщею. Такий стан справ надалі був закріплений, після поразки українсько-польських військ, Ризьким договором (1921 р.). У Польщі село стало центром Грибовицької гміни Володимирського повіту.
У 1920 році у Грибовиці підпільно створено ревком.
За революційну діяльність багато місцевих комунстів були заарештовані і засуджені польською окупаційною владою до різних строків тюремного ув'язнення на «процесі 151» в м. Володимирі-Волинському. Так, Є. Мазурко, М. Степанчук, С. Котілко були засуджені до 10 років тюремного ув'язнення, І. Романчук, Т. Крайц — до 6 років.
Обабіч села Грибовиця розмістився хутір Гараздичі, куди приїжджало багато заможних ґазд. Вони там торгували посудом, одягом, різкими прянощами, але одного разу цей хутір зник і ніхто не знає куди. За словами старожилів, котрі передавали з уст в уста, що це поселення було знищене ворогом або землетрусом. Через певний час місцевість була знову забудована і зараз вона носить свою стару назву.
За часів Польщі у селі була початкова школа, медпункт і велика аптека, ветпункт. Був у Грибовиці постерунок — поліція і карцер-холодна. Польська влада забороняла організації національних свят, розвитку мистецтва.

Філія-читальня товариства «Просвіта» була відкрита в 1924 році. Читальня розміщувалась у садибі Братося М. С. При Грибовицькій філії-читальні діяли хоровий гурток, драматичний, а також господарсько-економічні об'єднання — крамниця і шпихмір (склад збіжжя).

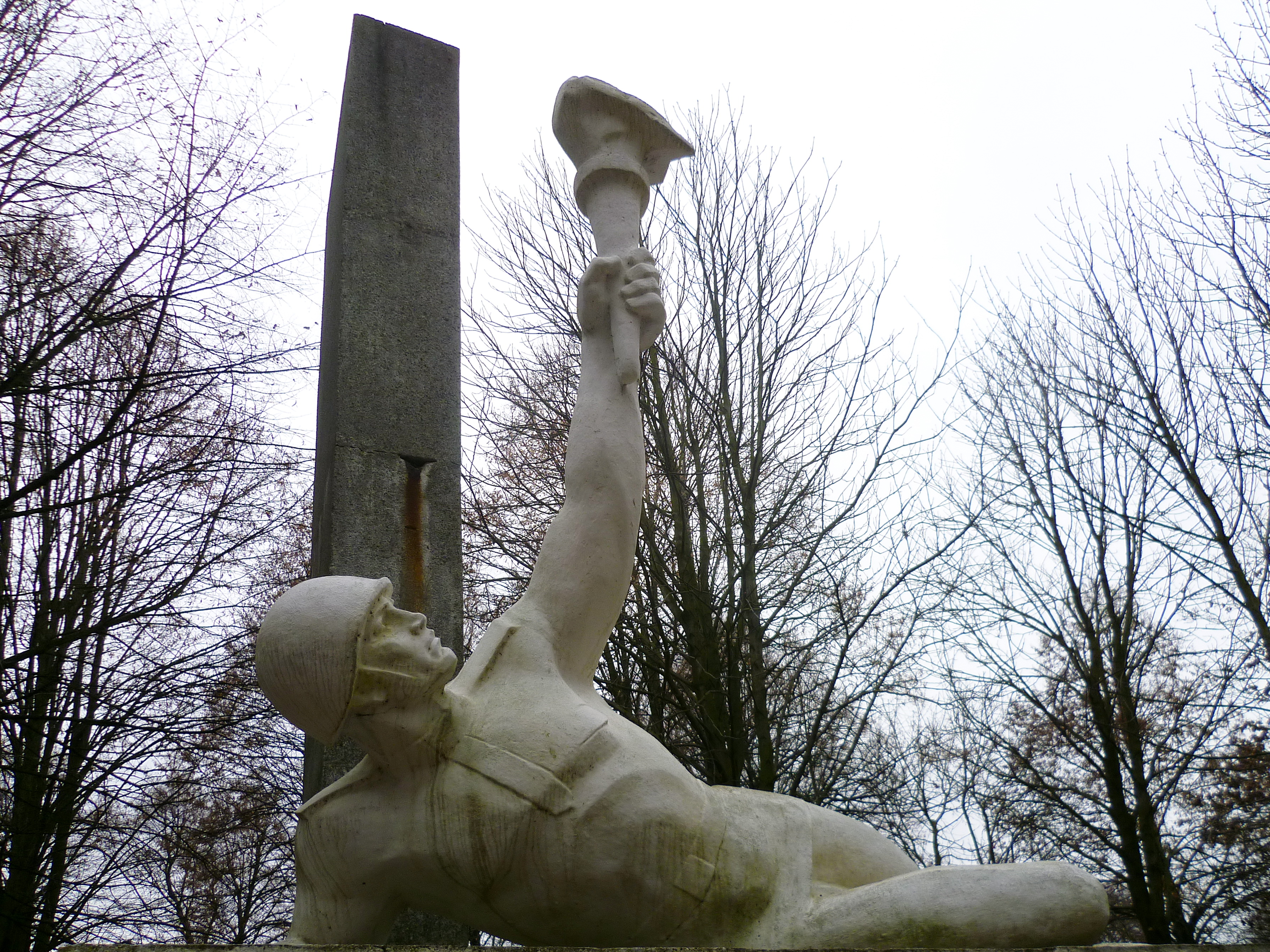
Пам'ятник землякам (1941—1945 рр.).

20 вересня 1939 року село, як і вся Західна Україна, було приєднане до СРСР, а згодом увійшло до Іваничівського району Волинської області УРСР.
Діяльність філії товариства «Просвіта» була заборонена у 1939 році, коли радянські війська зайняли Західну Україну. Бібліотека філії-читальні була конфіскована. Книги, що залишилися на руках у жителів села стали після 1945 року причиною небезпеки. За їх зберігання отримували клеймо «націоналіст», могли вислати до Сибіру чи згноїти у сталінських катівнях. Залишки бібліотеки переховував М. І. Дубина у вулику своєї пасіки.
В 1940 році в селі вперше було організовано колгосп імені Калініна.
22 червня 1941 р. почалась війна між Німеччиною та СРСР — Німецько-радянська війна. З 22 червня 1941 року по липень 1944 року село знаходились під окупаційним режимом нацистської Німеччини і увійшло до складу Володимир-Волинського ґебіту Генеральної округи Волинь-Поділля Райхскомісаріату Україна.
Під час війни було вбито понад 40 мешканців і 20 родинам спалено будинки. Німці вивозили в Німеччину продукцію і людей: молодих дівчат і юнаків. Одним з них був житель села Петро Пендера. У післявоєнні роки його знов виселили на каторжні роботи, на шахти Донбасу, але того разу вже радянська влада. Проте юнакові вдалося втекти додому.
В 1947 році вдруге організований колгосп імені Калініна. Пізніше, в 1952 році, колгосп зазнав численних перейменувань («Москва», «Перше травня», ім. Богдана Хмельницького).
Повстанський рух ОУН і УПА дійшов і до Грибовиці. Відомо, що на території села діяла боївка ОУН (5 чоловік). Потім був сформований рій УПА (10 чоловік), яким командував Микола Степанчук.
27 липня 1944 р. курінь УПА «Василя» здійснив напад на радянський військовий склад із боєприпасами в  Грибовиці. Вони вбили 23   охоронців складу і вивезли 18 возів зброї та боєприпасів.
11 липня 1947 року заарештували мешканця села, колишнього повстанця М. Степанчука.  Його звинувачували як учасника УПА у знищенні радянських громадян польської національності в липні 1943 року. Слідство тривало майже рік. І стався неймовірний випадок: Степанчука радянський суд виправдав. Як виявилося, повстанець врятував 16 польських родин, допомігши їм безпечно виїхати із зони бойових дій. Разом із ним вийшов із в'язниці теж вояк УПА Анатолій Касян.
Натомість Ганні Гринь, зв'язковій повстанців, радянський суд присудив виселення на примусові роботи в концентраційний табір.  Так, Ганну, її сестру та батька забрали до в'язниці. Вона відсиділа вісім з половиною років у таборі для політичних в'язнів, у Республіці Комі.
У січні 1948 р. на території села здійснювала диверсії боївка ОУН у складі двох чоловік.
Після ліквідації Іваничівського району 19 липня 2020 року село увійшло до Володимирського району.

## Населення
Згідно з переписом УРСР 1989 року чисельність наявного населення села становила 973 особи, з яких 438 чоловіків та 535 жінок.
За переписом населення України 2001 року в селі мешкали 933 особи.

### Мова
Розподіл населення за рідною мовою за даними перепису 2001 року:
| Мова       | Кількість | Відсоток |
| ---------- | --------- | -------- |
| українська | 925       | 99.14%   |
| російська  | 8         | 0.86%    |
| Усього     | 933       | 100%     |

## Школа
Загальноосвітня школа І-ІІ ступеня с. Грибовиця розпочала свою діяльність 5 листопада 1879 року. За архівними даними, це було однокласне народне училище Міністерства народної освіти в с. Грибовиці Володимир-Волинського повіту Волинської губернії. Першим вчителем був Василь Кондратюк, із селян, який закінчив курс Острозької вчительської семінарії. Тут навчалося 38 дітей. Училище працювало до 1914 року. З початку Першої світової війни та до 1916 року училище не працювало. З 1916 року навчання велося російською мовою.
У листопаді 1917 року утворилась УНР і навчання у школі проводилось українською мовою до 1919 року. З 1919 року і по 1922 рік школа не працювала. З входженням села до складу Польщі відкривається п'ятирічна школа, а навчання уже ведеться польською мовою.   
З 1939 по 1940 рік школа не працювала. У 1940 році знову відкрила двері для учнів. З приходом німців школа не працювала з 1942 по 1944 роки.
У 1955 році було побудовано селище Жовтневе, куди і перевели середню школу. У Грибовиці залишилась початкова. З 1962 року — це восьмирічна школа, а потім і дев'ятирічна. 1 вересня 1967 року відкриває двері нова типова школа з просторими класами, майстернею, шкільною їдальнею, а вже пізніше здається в експлуатацію і спортзал разом з душовими кімнатами. У цій школі навчаються учні і зараз.
З 1980 по 2012 рік школу закінчило 404 учні, з них 49 — з відзнакою. Учні школи є призерами районних предметних олімпіад, спортивних змагань, районних і обласних конкурсів.
У 2012 році у школі працює 17 педагогів. Протягом двох останніх років педагогічний колектив поповнився 9 молодими педагогами. У 2004 році до 125-річчя від дня заснування школи було створено музей історії школи, а у 2007 — музей «Моє село».
З 2001 року директором школи є Джерш Галина Федорівна.

## Церкви

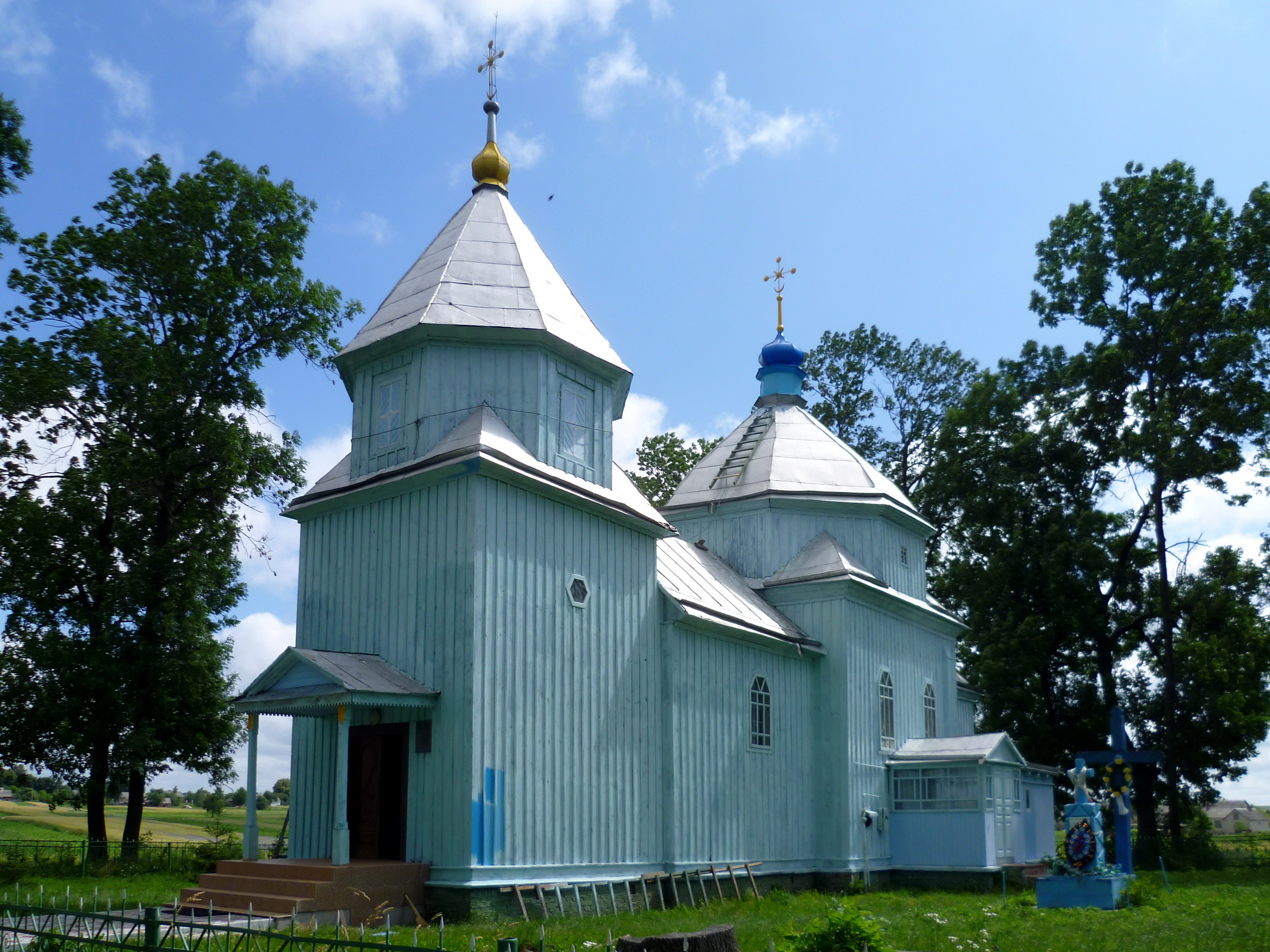
Покровська церква

Унікальною пам'яткою архітектури села Грибовиця є Покровська церква, побудована в центрі села, у наймальовничішому його куточку, на пагорбі серед ясенів. За переказами старожилів, на місці села був колись невеликий ліс, у якому зупинялися козаки. Можливо це і стало основною причиною побудови у ті давні часи церкви, яку назвали Покровською.
У церкві знаходиться книга «Реєстр церков Волинської губернії», де сказано: «Церква Покровська. Побудована невідомо коли і ким, дерев'яна, на кам'яному фундаменті з такою ж дзвіницею, в 1872 році на пожертвування парафіян була відремонтована». Там же сказано, що вона мала 87 десятин землі, була розташована на відстані 330 верств від губернського міста і в 15 верствах від повітового.
Спочатку церкві передувала капличка, збудована в 1664 році. З плином часу побудовано святилище, притвор і насамкінець дзвіницю. Первісну церкву звели на межі XVII-XVIII ст. Про це свідчать підкреслено вертикальні пропорції центрального об'єму, помітно вищого від бічних, та використання в його перекритті низького восьмерика з розвиненим заломом..
Крім ремонту 1872 року був ще один ремонт (в документах він не згадується) в той час, коли Волинь увійшла до складу Польщі, і кошти дав якийсь пан Вушер. Очевидно, тоді її було кардинально перебудовано, що суттєво змінило зовнішній вигляд церкви. До західної стіни бабинця прибудували невелику двоярусну дзвіницю, до південної і північної стін вівтаря — невеликі об'єми допоміжних приміщень, первісну прямокутну форму віконних прорізів, частково збережену у барабані купола та вівтарній частині, було замінено шестикутною.
На початку ХХ ст. в південній та північних стінах нави було проорізано додаткові бічні входи невеликими каркасними приділами під двосхилими дахами. Користувачем храму є Свято-Покровська релігійна громада УПЦ МП.
На цвинтарі села знаходиться каплиця Успіння Божої Матері, або Успенська церква. Її збудував священик Жуковський у 1881 р. Каплиця стала останнім місцем спочинку його матушки, яка померла в дуже молодому віці..

### Перехід церковної громади з УПЦ (МП) в УПЦ (КП)
Парафіяни села Грибовиця ще у 2011 році хотіли перейти до Київського патріархату, та за попередньої влади зробити це не вдалося. Після Революції Гідності та війни на сході України парафіяни кілька разів влаштовували збори, зібрали 400 підписів за перехід у юрисдикцію Київського Патріархату (у селі всього близько 600 дорослих людей), оскільки вважають, що церкві країни-агресора в селі не місце. Згодом частина парафіян села зареєструвала церковну громаду УПЦ (КП). У вересні 2015 року між парафіянами розгорівся конфлікт, дійшло до шарпанини та скандалу просто у церкві. Після публічної сварки, на вимогу правоохоронців, церкву закрили та опечатали.
29 листопада 2015 року в селі відбулись збори парафіян, на яких було вирішено змінити юрисдикцію, та перейти з Московського патріархату в Київський. Згідно з результатами сільських зборів було вирішено передати релігійну споруду Київському Патріархату.
6 грудня 2015 року в церкві відбулося перше Богослужіння УПЦ (КП), яке відслужив настоятель парафії Покрови Пресвятої Богородиці протоієрей Віталій Голян.
У березні 2016 року священик УПЦ (МП) Ігор Маргіта звернувся з заявою до «Районних Електричних Мереж», щоб відключити електроенергію у церкві, нібито з оперативних причин, хоча парафіяни заплатили за світло на місяць вперед. Мовляв, електроенергія за призначенням не використовується, її крадуть. Тим самим було знеструмлено було не тільки церкву але й прилеглий будинок, у якому живуть переселенці зі сходу.
Церковна громада УПЦ (МП) з вересня 2015 року молилася у будинку священика, у тому, яке йому надала для проживання місцева громада, оскільки у селі Ігор Маргіта має й власний будинок та оголосила про те, що планує збудувати у Грибовиці ще одну церкву. 6 серпня 2017 року Свято-Покровська громада УПЦ МП вперше провела богослужіння у новозбудованій церкві.

## Сучасне село
У наш час в Грибовиці діють сільська рада, Будинок культури, бібліотека, фельдшерсько-акушерський пункт, СВК «Грибовицький», дитяча дошкільна установа, відділення зв'язку, млин, тваринницька ферма, пилорама, цехи по виробництву макаронів та олії, працює два магазини, зареєстроване фермерське господарство «Юник». На території села створена варта порядку, яка вечорами чергує та охороняє правопорядок.
На землях Грибовицької сільської ради розташовані дві шахти № 5,6 «НВ». Однак із закінченням видобутку вугілля їх закрито.
У селі є Футбольний клуб «Грибовиця», гравці якого беруть активну участь у місцевих футбольних матчах.
В селі проживає 861 особа: працездатного віку — 401, непрацездатного — 460, у тому числі діти шкільного та дошкільного віку, пенсіонери. Безробітних — 13. Всього 330 дворів, з них постійно не проживають в 22 господарствах. На сьогоднішній день в промисловості, на будівництві, транспорті, сільському господарстві зайняті 281 особа.
Реконструйовано систему вуличного освітлення на 6-х вулицях села. Створено Орган самоорганізації населення — селищний комітет «Грибовиця». Видано збірник матеріалів «Вирішення проблем місцевої територіальної громади, шляхом залучення коштів населення». Планується на 1 км сільської дороги покласти асфальтове покриття.
Нині головою сільської ради є Павло Володимирович Степанець. Співпраця між сільською радою і Володимирською районною державною адміністрацією є постійною і плідною.

## Відомі люди
- Степанчук Микола — ройовий  УПА[18].
- Гринь Ганна Марківна — зв'язкова УПА[20].
- Вербич Віктор Олексійович  — український журналіст, перший лауреат літературної премії імені Пантелеймона Куліша.
- Кантор Ігор Володимирович — учасник АТО. Загинув, боронячи Україну.
- Ковальчук Роман Миколайович — кандидат фізико-математичних наук, колишній викладач Волинського Державного університету.
- Урбанюк Євген Антонович — кандидат технічних наук, викладач Хмельницького національного університету.
- Шевчук Петро Миколайович — кандидат біологічних наук, викладач Київського національного університету імені Т. Г. Шевченка.
- Костюк Володимир Андрійович — кандидат технічних наук, конструктор Львівського заводу телеграфної апаратури.
- Ткачук Олена Олександрівна — кандидат філософських наук, викладач національного університету ім. Т. Г. Шевченка.
- Вербич Святослав Олексійович — український мовознавець, науковець, доктор філологічних наук[40].
- Чикатович Степан Йосипович — кандидат сільськогосподарських наук.
- Гапон Людмила Іванівна — доктор медичних наук, кардіолог.
- Богун Олена Романівна — випускник університету Раттерс (у штаті Нью-Джерсі), доктор хімічних наук, науковий професор фармацевтики Орігонського Державного університету[26]
- Хасман Мандик Жисі — вояк  УПА.